# Arménština
Arménština je jazyk arménského národa. Hovoří jím Arméni jak ve své domovině, tak v rozsáhlé diaspoře. Patří mezi satemovou skupinu indoevropských jazyků. Hovoří se jí alespoň od 6. století př. n. l., první dokumenty v klasickém jazyce (grabar) jsou však až z doby po zavedení arménského písma na začátku 5. století zásluhou Mesropa Maštoce. Grabar, který se dodnes používá jako církevní a liturgický jazyk arménských křesťanů, se v průběhu staletí vyvíjel, až vznikl tzv. „laický“ jazyk (ašcharhabar). Když pomineme početné dialekty, existují dnes dvě základní varianty moderní arménštiny, jak literární, tak mluvené:
- západní větev, užívaná v diasporních komunitách blízkovýchodního původu
- východní větev, která je oficiálním jazykem Arménské republiky a hovoří se jí i v Íránu a v zemích bývalého SSSR.

## Příklady

### Číslovky
| Číslice | Arménsky | Transliterace | Česky |
| Ա       | մէկ      | mek           | jeden |
| Բ       | երկու    | yerku         | dva   |
| Գ       | երեք     | yerek'        | tři   |
| Դ       | չորս     | chors         | čtyři |
| Ե       | հինգ     | hing          | pět   |
| Զ       | վեց      | vets'         | šest  |
| Է       | Եօթ      | yot'          | sedm  |
| Ը       | ութ      | ut'           | osm   |
| Թ       | ինը      | iny           | devět |
| Ժ       | տաս      | tas           | deset |

## Užitečné fráze
| Arménsky                    | Česky                      |
| Bari galust!                | Vítejte!                   |
| Barev!                      | Ahoj!                      |
| Inčʻpes es?                 | Jak se máš?                |
| Lav yem, isk dow?           | Mám se dobře, děkuji a ty? |
| Šutvanic’irar č’enk’tesel!  | Dlouho jsme se neviděli!   |
| K’vo anuny inč’e?           | Jak se jmenuješ?           |
| Im anuny ... e              | Jmenuji se ...             |
| Vorteghic’ yes?             | Odkud jsi?                 |
| Yes Hayastan its’yem        | Jsem z Arménie             |
| Urakh yem tsanot’alu hamar! | Rád tě poznávám!           |
| Bari luys!                  | Dobré ráno!                |
| Bari or!                    | Dobré odpoledne!           |
| Bari yereko!                | Dobrý večer!               |
| Bari gišer!                 | Dobrou noc!                |
| Hajogh!                     | Na shledanou!              |
| Lav or yem maght’um!        | Hezký den!                 |
| Bari akhoržak!              | Dobrou chuť!               |
| Haskanowm yes?              | Rozumíš?                   |
| Haskanum yem                | Rozumím                    |
| Ch’em haskanum              | Nerozumím                  |
| Ayo / Voč’                  | Ano / Ne                   |
| Miguts’e                    | Možná                      |
| Č’gitem                     | Já nevím.                  |
| Angleren khosowm yes?       | Mluvíš anglicky?           |
| Hayeren khosowm yes?        | Mluvíš arménsky?           |
| Ayo, mi k’ič’               | Ano, trochu                |
| Nerec’ek’                   | Promiňte                   |
| Sa inč’k’an arže?           | Kolik to je?               |
| Neroghut’yun                | Promiň                     |
| Khndrum yem                 | Prosím                     |
| Šnorhakalut’yown!           | Děkuji!                    |
| Č’arže!                     | Nemáš zač!                 |
| Yes k’ez sirum yem          | Miluju tě                  |

## Vzorový text

### Všeobecná deklarace lidských práv
| arménsky      | Բոլոր մարդիկ ծնվում են ազատ ու հավասար իրենց արժանապատկությամբ ու իրավունքներով։ Նրանք ունեն բանականություն ու խիղճ – միմյանց պետք է եղբայրաբար վերաբերվեն։     |
| transliterace | Bolor mardik cnvum jen azat u havasar irenc’ aržanapatkut’jamb u iravunk’nerov. Nrank’ unen banakanut’jun u khighč – mimjants’ petk’ e jeghbajrabar veraberven. |
| česky         | Všichni lidé se rodí svobodní a sobě rovní co do důstojnosti a práv. Jsou nadáni rozumem a svědomím a mají spolu jednat v duchu bratrství.                      |